# Il passo di Forte Osage
Il passo di Forte Osage (Fort Osage) è un film del 1952 diretto da Lesley Selander.
È un western statunitense con Rod Cameron, Jane Nigh e Morris Ankrum. È ambientato nei pressi di Fort Osage, nel Missouri, un tempo passaggio verso le miniere d'oro della California.

## Produzione
Il film, diretto da Lesley Selander su una sceneggiatura e un soggetto di Daniel B. Ullman, fu prodotto da Walter Mirisch per la Monogram Pictures e girato nel ranch di Corriganville a Simi Valley, a Idyllwild e nel Placerita Ranch a Newhall, in California, dal 9 al 21 luglio 1951.

## Distribuzione
Il film fu distribuito con il titolo Fort Osage negli Stati Uniti dal 10 febbraio 1952 al cinema dalla Monogram Pictures.
Altre distribuzioni:
- in Finlandia il 23 gennaio 1953 (Intiaanihyökkäys Fort Osageen)
- in Danimarca il 19 ottobre 1953 (Fort Osage - Den sidste forpost)
- in Svezia il 30 maggio 1955 (Fort Osage)
- in Brasile (O Grito de Guerra)
- in Italia (Il passo di forte Osage)
- in Portogallo (Forte Osage)